# Angeline Bauer
Angeline Bauer (* 10. März 1952 in Kelheim, Niederbayern) ist eine deutsche Sachbuch- und Romanautorin. Besonderen Bekanntheitsgrad erreichten ihre historischen Romane. Sie benutzt u. a. das Pseudonym Friederike Costa.

## Leben und Werk
Bis 1982 war Angeline Bauer Ballett-Tänzerin an deutschen Theatern und Leiterin einer eigenen Ballettschule.
Seit 1982 ist sie frei- und hauptberuflich Autorin. Fünf Jahre lebte und schrieb sie in Amsterdam auf einem Hausboot, dort entstand auch ihr Pseudonym Friederike Costa.
1987 kehrte sie nach Deutschland zurück, leitete bis 1999 neben ihrer Tätigkeit als Autorin auch eine Praxis für Psychologische Beratung, lebte danach zwei Jahre in Ungarn, bevor sie sich im Chiemgau niederließ.
Bis 2003 war Angeline Bauer Heyne-Stammautorin. In dieser Zeit verfasste sie unter Pseudonym Friederike Costa zwei Jugendbücher und achtzehn heitere Romane. Darüber hinaus veröffentlichte sie unter eigenem Namen Sachbücher zum Thema Heilkräuter. Bücher über psychologische Märchendeutungen entstanden für den Südwest Verlag und das Gütersloher Verlagshaus. Der 2002 erschienene Märchenratgeber Heilende Märchen für Eltern und Kinder wurde zum Longseller.
2004 erschien im Autorenhaus Verlag ein Ratgeber Liebesromane schreiben, 2005 der erste von vier historischen Romanen im Aufbau Verlag. Hahnemanns Frau war 2006 für Die Delia und den Sir Walter Scott-Preis nominiert. Die Närrin des Königs war 2008, Die Niemalsbraut 2013 für Die Delia nominiert.
Angeline Bauers Gesamtwerk umfasst gut fünfzig Romane und Sachbücher, knapp tausend Kurzgeschichten, Krimis und Folgenromane, die unter Pseudonym Friederike Costa, Ronda Hendrikus und anderen Pseudonymen seit 1982 in deutschen Publikums-Zeitschriften und Anthologien erschienen. 2015 gründete sie den Verlag 'by arp'. Sie ist Mitbegründerin des 'Literaturpreis Grassauer Deichelbohrer'.

## Publikationen (Auswahl)
Romane
- Ab 2013 bis heute diverse Kurzgeschichtenbände und Neuauflagen ihrer Romane

- 2013: Im dunklen Tal. Historischer Roman. Rosenheimer Verlagshaus, Rosenheim
- 2012: Gefährliche Liebe einer Hofnärrin. Historischer Roman. E-Book-Verlag Klarant, Bremen
- 2012: Liebeskummer. So lernen Sie wieder lachen. E-Book-Verlag Klarant, Bremen
- 2012: Im Süden die Liebe. 15 heiter-besinnliche Liebesgeschichten. E-Book-Verlag Klarant, Bremen
- 2012: Wolfstraum. Historischer Roman. Rosenheimer Verlagshaus, Rosenheim
- 2012: Die Niemalsbraut. Historischer Roman. Rosenheimer Verlagshaus, Rosenheim
- 2008: Die Närrin des Königs. Historischer Roman. Aufbau Verlag, Berlin
- 2006: Die Seifensiederin. Historischer Roman. Aufbau Verlag, Berlin
- 2005: Hahnemanns Frau. Historischer Roman. Aufbau Verlag, Berlin
- 1997: Die Nacht der Mondfrauen – Märchen von starken und mutigen Frauen. Heyne Verlag, München

- Zwischen 1984 und 2003 erschienen unter dem Pseudonym Friederike Costa achtzehn heiter-freche-Frauenromane bei Heyne Verlag, München

Sachbücher
- 2021: Können Igel fliegen? Alles, was Kinder über Igel wissen wollen

- 2002: Heilende Märchen für Eltern und Kinder. Südwest Verlag / München
- 2002: Reihe Märchen als Lebenshilfe: Von Trennung, Tod und Trauer; So finde ich mein Glück ; Angst überwinden und stark sein. Alle: Gütersloher Verlagshaus, Gütersloh
- 2000: Abnehmen im Rhythmus des Mondes, Econ Verlag, München
- 1999: Arnika – Gesundheit aus dem Kräutergarten mit René Prümmel; Die Holunderküche. Sachbuch Gesundheit – alle Heyne Verlag, München; Gesund und fit durch Weißdorn, Moewig, Rastatt.

Reiseführer
- 2020 Radwandern - Alles was Sie wissen müssen / by arp
- 2018 Inseltrip Cres und Lošinj – Der praktische Reiseführer für Ihren Inseltrip / by arp
- 2017 Radwandern – Praktische Tipps für eine gelungene Reise auf zwei Räder / by arp
- 2017 Städtetrip Avignon – Der praktische Reiseführer für Ihren Städtetrip / by arp
- 2016 Städtetrip Trier – Der praktische Reiseführer für Ihren Städtetrip / by arp
- 2015 Inseltrip Krk – Der praktische Reiseführer für Ihren Inseltrip / by arp
- 2015 Städtetrip Amsterdam – Der praktische Reiseführer für Ihren Städtetrip / by arp
- 2015 Inseltrip Kreuzfahrt Madeira und Kanaren – der praktische Reiseführer für Ihren Inseltrip / by arp
- 2014 Städtetrip Venedig – der praktische E-Book-Reiseführer / by arp
- 2014 Städtetrip Nürnberg – der praktische E-Book-Reiseführer / by arp
- 2014 Städtetrip Danzig – der praktische E-Book-Reiseführer / by arp
- 2014 Städtetrip Kopenhagen – der praktische E-Book-Reiseführer / by arp
- 2013 Städtetrip Sevilla – der praktische E-Book-Reiseführer / by arp
- 2012 Kreuzfahrt durch die südliche & nördliche Karibik / Klarant E-Book-Verlag
- 2012 Dreiländer-Radreise – Inn-Radtour / Ein heiterer Ratgeber für Mensch und Hund / Klarant E-Book-Verlag